# Manuel González de la Rosa
Manuel González de la Rosa (Lima, 5 de junio de 1841 - Lima, 5 de octubre de 1912) fue un erudito, historiador y religioso peruano. Realizó investigaciones en bibliotecas y archivos de Europa, y logró ubicar diversas crónicas de la conquista y colonización del Perú hasta entonces inéditas. Fue el primero en comprender la necesidad de confrontar la información de las crónicas para tener un conocimiento cabal de dicha época.

## Biografía
Hijo de Manuel González y Carmen La Rosa. Cursó estudios en el Seminario de Santo Toribio y recibió las órdenes menores (1860). Viajó a Roma para completar su formación sacerdotal. Recibió las órdenes mayores (1863) y el grado de doctor en Teología (1864). Retornó al Perú, asumiendo como regente de estudios del Seminario y como redactor del periódico católico El Bien Público (1865-1867). 
Nombrado inspector de instrucción pública, recorrió las jurisdicciones de seis departamentos, viajes que aprovechó para efectuar algunas investigaciones arqueológicas. De regreso a Lima en 1869, elevó al gobierno un Informe, a raíz del cual se le comisionó para estudiar en Europa los métodos de educación que podrían aplicarse en el Perú. También colaboró con Sebastián Lorente en la publicación de las Memorias de los virreyes. Durante tres años consultó en la Biblioteca del Museo Británico. 
Retornó una vez más al Perú y a principios de 1879 fue nombrado subdirector de la Biblioteca Nacional. Al estallar la Guerra del Pacífico, se presentó a la Comandancia General de Marina para ofrecer sus servicios espirituales adonde se le quisiera destinar. 
Colaboró en la Revista Peruana, importante publicación cultural limeña (1879-1880). Luego fue redactor de El Orden (1881), el vocero del gobierno de Francisco García Calderón. 
En 1882 viajó nuevamente a Europa y estando en Francia optó por secularizarse (abandonar la carrera religiosa). Se ganó el sustento haciendo labores menores en las editoriales de Bouret y Garnier, y auxiliando a otros investigadores en sus trabajos (como a Henri Vignaud, Pascual de Gayangos y Clements Markham). 
En 1910 retornó definitivamente a su patria. Afectado de hemiplejía y ceguera, vivió sus últimos días en el retiro familiar. 

## Trabajo bibliográfico
Fue el primero en rastrear las crónicas de la Conquista y de la Colonia, realizando investigaciones en bibliotecas y archivos. En la Biblioteca del Monasterio de El Escorial identificó el manuscrito de la segunda parte de la Crónica del Perú de Pedro Cieza de León (hoy conocida como El Señorío de los Incas), obra que copió y preparó su impresión en Londres en 1873, pero lamentablemente no tuvo los medios económicos para cubrir los gastos, de modo que la edición se quedó en pruebas (un ejemplar de ella se conserva en la Biblioteca Nacional de Madrid). El erudito español Marcos Jiménez de la Espada fue quien finalmente publicó dicha obra en 1880. 
Publicó también la Historia de la fundación de Lima del padre Bernabé Cobo y el Arte de la lengua yunga de los valles del obispado de Trujillo de Fernando de la Carrera, así como obras de Giovanni Anello Oliva, Cristóbal de Molina el Cuzqueño y Martín de Murúa.
Una de sus más controvertidas teorías fue que el Inca Garcilaso de la Vega se había limitado a plagiar la obra del padre Blas Valera, acusación que desmontó el historiador José de la Riva Agüero y Osma. 

## Estudios
Sus colaboraciones aparecieron principalmente en la Revista Peruana y en la Revista Histórica, así como en el Journal de la Société des Américanistes. Otros estudios suyos no aparecidos aún en volumen son: 
- El Padre Valera, primer historiador peruano (1907)
- Los Comentarios Reales son la réplica de Valera a Sarmiento de Gamboa (1908)
- Les Caras de l'Equateur et les premiers résultats de l'expédition G. Heye sous la direction de M. Saville (Journal de la Société des Americanistes de Paris, 1908.
- Ensayos de cronología incaica (Revista Histórica, 1909)
- Les deux Tiahuanaco, leurs problèmes et leur solution (1910)
- Carácter legendario de Manco Cápac (1912)